# Albi di Dylan Dog (1986)
Albi del fumetto Dylan Dog pubblicati nel 1986.
| Nr. | Titolo                    | Mese di pubblicazione | Soggetto       | Sceneggiatura  | Disegni                               | Copertina     |
| --- | ------------------------- | --------------------- | -------------- | -------------- | ------------------------------------- | ------------- |
| 1   | L'alba dei morti viventi  | ottobre               | Tiziano Sclavi | Tiziano Sclavi | Angelo Stano                          | Claudio Villa |
| 2   | Jack lo Squartatore       | novembre              | Tiziano Sclavi | Tiziano Sclavi | Gustavo Trigo                         | Claudio Villa |
| 3   | Le notti della luna piena | dicembre              | Tiziano Sclavi | Tiziano Sclavi | Giuseppe Montanari & Ernesto Grassani | Claudio Villa |

## L'alba dei morti viventi
Il 26 settembre 1986 esce in edicola il primo albo di Dylan Dog, ma con data ufficiale di copertina ottobre 1986.
Per ragioni misteriose i morti tornano a camminare tra i vivi; fra coloro che ritornano c'è il biologo John Browning, marito della giovane Sybil, la quale si rivolge all'investigatore Dylan Dog, un detective sui generis, "indagatore dell'incubo". Insieme all'inseparabile assistente Groucho, Dylan e Sybil seguono la pista degli zombi, finendo nel villaggio scozzese di Undead (non morto); nel viaggio fanno la conoscenza del dottor Xabaras, collega di John, un individuo ambiguo e minaccioso.
- Il titolo è un omaggio al film Zombi, di George A. Romero; nell'albo si vede un entusiasta Dylan dopo aver portato con sé Groucho e Sybil al cinema a vederlo, nell'ambito di una "serata di film dell'orrore non stop"; il titolo originale del film è infatti Dawn of the Dead, ovvero L'Alba dei Morti.[2]

## Jack lo Squartatore
Il modus operandi di alcuni omicidi fa pensare a un ritorno dal regno dei morti di Jack lo squartatore. L'ispettore Bloch, che non riesce a risolvere il caso, chiede l'aiuto di Dylan Dog. Quest'ultimo, indagando, si rende conto che molto probabilmente non è affatto un fantasma a compiere gli efferati omicidi.

## Le notti della luna piena
In un collegio femminile nella Foresta Nera, in Germania, una ragazza inglese, Mary Ann, scompare. Dylan Dog, ingaggiato dal padre della ragazza, raggiunge, con l'inseparabile Groucho, il paesino di Wolfburg, dopo 22 ore di viaggio nel suo maggiolone. Dylan si ferma per la notte alla locanda del "Lupo Nero", il cui locandiere, un certo Rudy, racconta delle terribili leggende paesane.
- Albo molto citazionista, vi si riconoscono scene, personaggi, avvenimenti e tematiche ispirate ai film di Dario Argento Suspiria e Phenomena, e fra i personaggi si ricordano la direttrice del collegio Frau Blucher, nome preso da quello di un personaggio del film Frankenstein Junior, di Mel Brooks, e il commissario tedesco Durrenmatt, cognome ispirato a quello dello scrittore di gialli Friedrich Dürrenmatt, del quale ha le fattezze.[7]